# Wienerfilharmonikernas nyårskonsert 1996

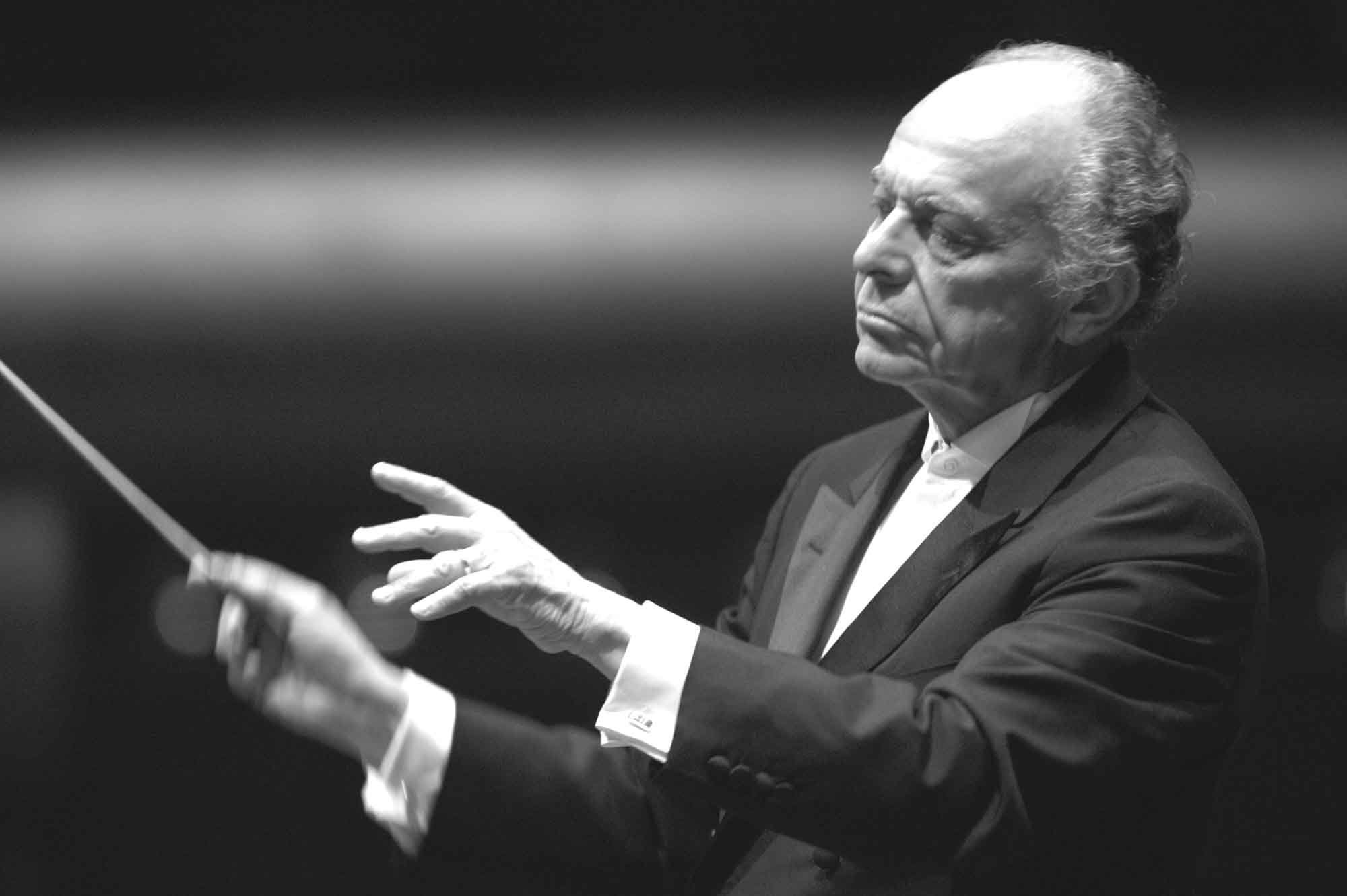
Lorin Maazel

Wienerfilharmonikernas nyårskonsert 1996 räknas som den 56:e nyårskonserten från Wien och ägde rum den 1 januari 1996 i Wiens Musikverein. Dirigent var Lorin Maazel, som även dirigerade konserterna åren 1980-1986, samt 1994.

## Historia
Strikt räknat var det Wienerfilharmonikernas 51:a nyårskonsert, eftersom det inte var förrän 1946 som namnet introducerades. Dessutom var det den 57:e Årsskifteskonserten, då det vid årsskiftet 1939/40 gavs en Außerordentliches Konzert (extraordinär konsert) av Wienerfilharmonikerna, som dock ägde rum på nyårsafton 1939. Från 1941 dirigerades nyårskonserten av Clemens Krauss, med undantag för åren 1946 och 1947 då Krauss förbjöds att dirigera på grund av sin närhet till nazistregimen och ersattes av Strausspecialisten Josef Krips.
Efter Clemens Krauss död 1955 följde Willi Boskovsky, konsertmästare i Wienerfilharmonikerna, som dirigerade konserten 25 gånger i rad. Från 1980 till 1986 följde sju konserter med dirigenten Lorin Maazel, som tjänstgjorde som chef för Wiener Staatsoper från 1982 till 1984. Därefter beslutade Wienerfilharmonikerna att bjuda in en ny dirigent varje år.
Som har varit fallet varje år sedan 1980 var blomsterdekorationerna en gåva från den italienska staden San Remo.

## Program

### 1:a delen
1. Johann Strauss den yngre: Fest-Marsch, op. 452*
2. Carl Michael Ziehrer: Wiener Bürger, Vals, op. 419
3. Josef Strauss: Die Nasswalderin, Polka mazur, op. 267**
4. Johann Strauss den yngre: Blumenfest-Polka, op. 111*
5. Johann Strauss den yngre: Lagunen-Walzer, op. 411
6. Eduard Strauß: Mit Vergnügen, Polka schnell, op. 228

### 2:a delen
1. Johann Strauss den yngre: Ouvertyr till operetten Waldmeister
2. Johann Strauss den yngre: Phönix-Schwingen, Vals, op. 125*
3. Josef Strauss: Die tanzende Muse, Polka mazur, op. 266
4. Johann Strauss den yngre: Ouvertyr till operetten Die Göttin der Vernunft*
5. Johann Strauss den yngre: Secunden-Polka (française), op. 258*
6. Johann Strauss den yngre: Kaiser-Walzer, op. 437
7. Josef Strauss: Jokey-Polka (schnell), op. 278

### Extranummer
1. Johann Strauss den yngre: Furioso-Polka, op. 260***
2. Johann Strauss den yngre: An der schönen blauen Donau, Vals, op. 314
3. Johann Strauss den äldre: Radetzkymarsch, op. 228

Verkförteckningen och verkens ordning finns på Wienerfilharmonikernas webbplats.
 De verk markerade med * stod för första gången på programmet till en nyårskonsert.

**Die Nasswalderin publicerades som Die Naßwalderin, Ländler im Tempo der Polka Mazurka av förlaget C.A.Spina i Wien 1869. Den kallas dock endast för Polka mazur i Wienerfilharmonikernas program.
***Furioso-Polka publicerades som Furioso-Polka quasi Galopp av förlaget Carl Haslinger i Wien 1862. Det är även så, dvs endast som en polka, som den betecknas i Wienerfilharmonikernas program. 

## Weblänkar
- Program för nyårskonserten 1996 på wienerphilharmoniker.at